# Mothra vs. Godzilla
Mothra vs. Godzilla är en japansk film från 1964 regisserad av Ishiro Honda. Det är den fjärde filmen om det klassiska filmmonstret Godzilla, och med jättefjärilen Mothra.

## Handling
Filmen börjar med att ett gigantiskt ägg sköljs upp på en strand efter en storm. Det visar sig vara ett Mothra-ägg. "Happy Corporation" köper ägget från den lokala fiskaren som hämtar det från stranden. En journalist, en tidningsfotograf och en vetenskapsgrupp undersöker ägget med hjälp av två shobijin, eller "små skönheter", små flickor som bara är 15 cm långa.

## Om filmen
Filmen hade världspremiär i Japan den 29 april 1964, den har inte haft svensk premiär.
Många element från King Kong vs. Godzilla är med i den här filmen.

## Rollista (urval)
- Akira Takarada - Ichiro Sakai
- Yuriko Hoshi - Junko "Yoka" Nakanishi
- Hiroshi Koizumi - professor Miura
- Yu Fujiki - Jiro Nakamura
- Emi Ito - Shobijin
- Yûmi Ito - Shobijin
- Haruo Nakajima - Godzilla

## Musik i filmen
- The Song of Mothra, skriven av Yuji Koseki, framförd av The Peanuts (Emi Ito och Yûmi Ito)
- The Prayer of the Fairies, skriven av Akira Ifukube, framförd av The Peanuts (Emi Ito och Yûmi Ito)
- Mahala Mothra, skriven av Akira Ifukube och Keiichi Ôta, framförd av The Peanuts (Emi Ito och Yûmi Ito)
- Godzilla, skriven av Harry Kimura, Keiju Ishikawa och Michio Yamashita, framförd av TALIZMAN
- Song Of A Tiny Star, skriven av Nobuo Hocchi och Michio Yamashita, framförd av TALIZMAN